# Miles Falcon
Il Miles M.3 Falcon fu un monoplano da turismo quadriposto che l'azienda aeronautica britannica Miles Aircraft costruì in 36 esemplari nel corso degli anni trenta.

## Storia del progetto
Il Miles M.3 Falcon nacque come sviluppo del precedente Miles M.2 Hawk Major, un aereo da turismo e da addestramento con due posti in tandem, rispetto al quale presentava un allargamento della fusoliera finalizzato a ospitare due passeggeri affiancati alle spalle del pilota e, inoltre, introduceva la prima vera e propria cabina chiusa realizzata dal progettista britannico Frederick George Miles su uno dei suoi monoplani. Venne costruito un prototipo (matricola G-ACTM) che volò per la prima volta il 12 ottobre 1934.

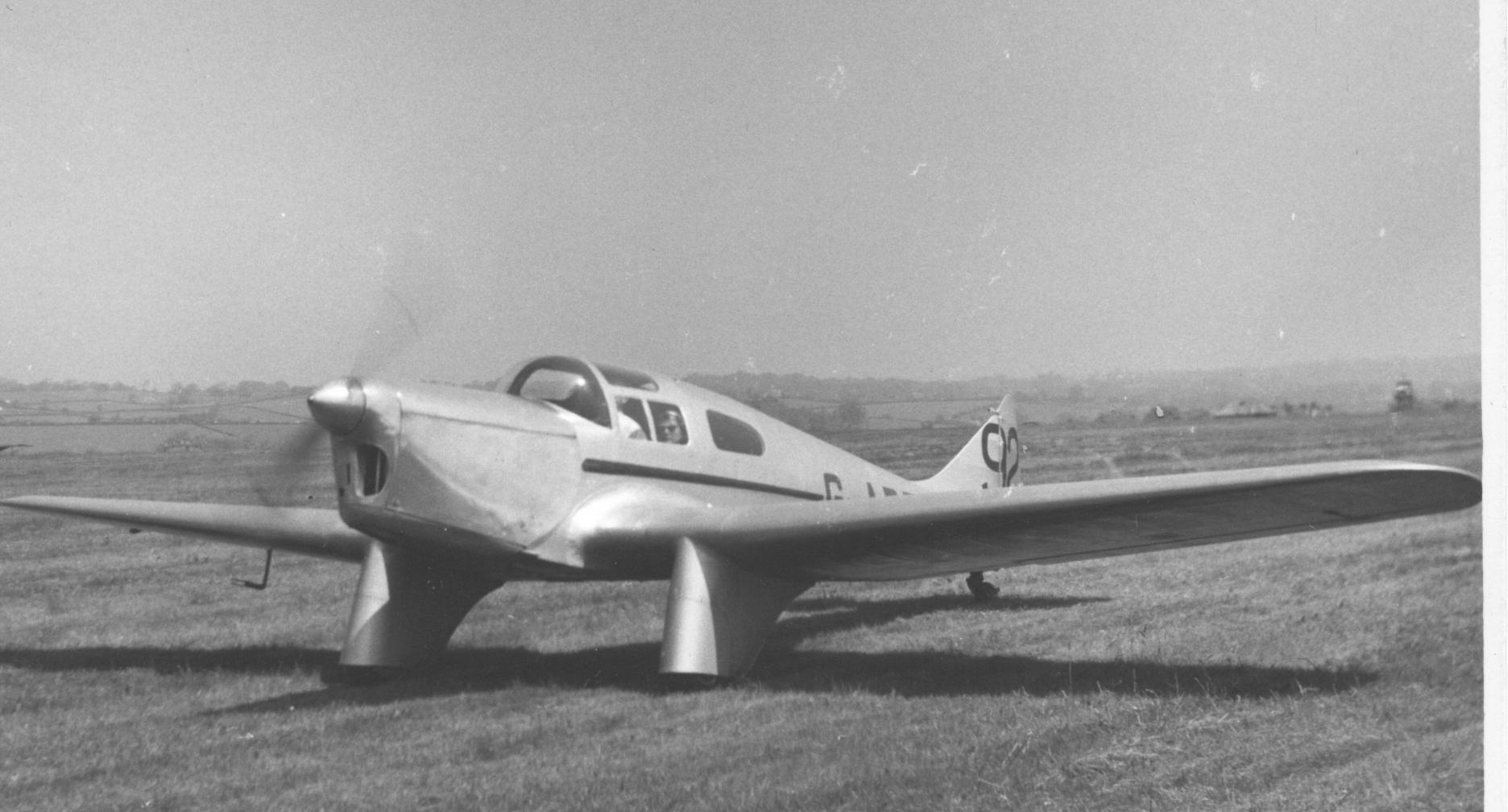
Un Miles M.3D Falcon Six, in livrea da gara, fotografato all'aeroporto di Yeadon nel 1955.

A partire dal 1935 venne prodotta una versione in serie a quattro posti (due anteriori e due posteriori) con un abitacolo più spazioso, il cui parabrezza presentava una caratteristica inclinazione in avanti.

## Tecnica
Il Miles M.3 Falcon era un monoplano ad ala bassa dall'architettura convenzionale. Il carrello d'atterraggio, composto da due gambe principali e un ruotino o pattino di coda a seconda delle versioni era fisso, ma dotato di carenature per ridurre la resistenza aerodinamica.
La prima versione di serie, chiamata Miles M.3A Falcon Major, era spinta da un motore in linea a 4 cilindri de Havilland Gipsy Major da 97 kW. Le prestazioni dell'aereo vennero migliorate con la seconda versione, nota come Miles M.3B Falcon Six, con l'introduzione del motore a 6 cilindri de Havilland Gipsy Six da 149 kW.

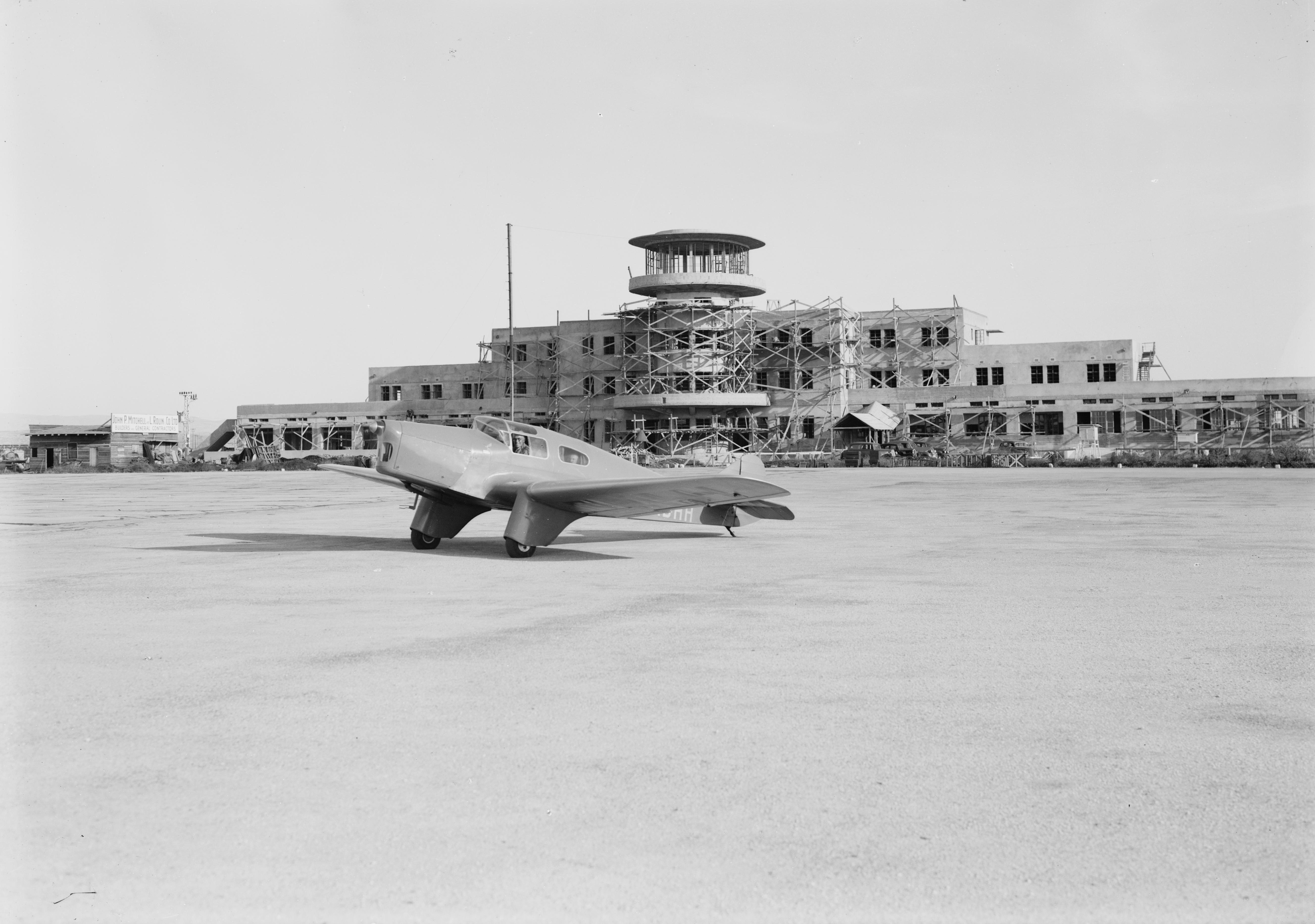
Un Miles Falcon fotografato tra il 1934 e il 1939 davanti all'aeroporto di Lod in costruzione.

## Impiego operativo
La produzione del Miles M.3A ammontò a 18 esemplari, quella del Miles M.3B a 11. Vennero costruite, in quantità minori, altre varianti, con cui la famiglia del Falcon giungeva a un totale di 36 esemplari.
Il prototipo del Miles Falcon, opportunamente modificato, partecipò ai comandi di H.L. Brook (con Miss E. Lay come passeggero) alla MacRobertson Air Race da Londra a Melbourne, partita il 20 ottobre 1934. Arrivò a destinazione il 20 novembre, 28 giorni dopo il primo classificato, il de Havilland DH.88 di C.W.A. Scott e T. Campbell Black.
La maggior parte dei Falcon costruiti vennero venduti a privati, aeroclub e linee commerciali. Durante la seconda guerra mondiale alcuni esemplari vennero impiegati dalle forze armate per compiti di collegamento.

### Pubblicazioni
- (EN) Something new: The first Miles "Falcon", in Flight, Sutton, Surrey - UK, Reed Business Information Ltd., 11 ottobre 1934,  p. 1054. URL consultato il 12 luglio 2014.